# Ryom Tae-ok
Ryom Tae-ok (Koreaans: 렴대옥, Pyongyang, 2 februari 1999) is een Noord-Koreaans kunstschaatsster die uitkomt als paarrijdster. Ze kwalificeerde zich in 2017 met haar schaatspartner Kim Ju-sik voor de Olympische Winterspelen in Zuid-Korea.

## Biografie
Ryom begon in 2008 met kunstschaatsen en is lid van Taesongsan SC. Ze schaatste tot 2013 met O Chang-gon en tot 2015 met Kim Mun-song. Met haar eerdere schaatspartners was ze nooit aanwezig bij internationale kunstschaatswedstrijden. Sinds 2015 schaatst ze met Kim Ju-sik. Het paar nam in 2016 deel aan de viercontinentenkampioenschappen, waar het op de zevende plek eindigde.
Op de Aziatische Winterspelen in februari 2017 veroverden Ryom en Kim de bronzen medaille. Een maand later namen ze deel aan de wereldkampioenschappen, waar ze de finale wisten te bereiken. Hier werden ze vijftiende. De Noord-Koreanen Ryom en Kim kwalificeerden zich in september 2017 voor een van de laatst overgebleven spots bij het kunstrijden voor de Olympische Winterspelen in het Zuid-Koreaanse Pyeongchang. Of ze definitief mochten meedoen, hing af van het Noord-Koreaans Olympisch comité. In januari 2018 bevestigde de Zuid-Koreaanse regering dat Noord-Korea een delegatie zou sturen naar de Spelen.
Kim Hyon-son coachte het paar in de Noord-Koreaanse hoofdstad Pyongyang, maar anno 2017 traint het duo ook in Canada.

## Belangrijke resultaten
tot 2013 met O Chang-gon, tot 2015 met Kim Mun-song, 2015-2019 met Kim Ju-sik
| Olympische Spelen            |    |  |       |      |       |  |    |       | 13e   |     |
| Wereldkampioenschap          |    |  |       |      |       |  |    | 15e   | 12e   | 11e |
| Viercontinentenkampioenschap |    |  |       |      |       |  | 7e |       | Brons |     |
| Aziatische Spelen            |    |  |       |      |       |  |    | Brons |       |     |
| Nationaal kampioenschap      | 5e |  | Brons | Goud | Brons |  |    |       |       |     |